# Max Petitpierre
Pour les articles homonymes, voir Petitpierre.
Max Petitpierre, né le 26 février 1899 à Neuchâtel (originaire de Neuchâtel et de Couvet) et mort le 25 mars 1994 dans sa ville natale, est un homme politique et avocat suisse, membre du Parti radical-démocratique. Il est conseiller fédéral de 1945 à 1961 et président de la Confédération en 1950, 1955 et 1960.

## Juriste et politicien
Max Petitpierre fait ses études de droit à l'Université de Neuchâtel, ainsi qu'à Zurich et Munich. Il obtient sa licence en 1921 et son doctorat en 1924. Il devient avocat en 1922 puis notaire en 1925. En 1932, il est nommé professeur extraordinaire de droit privé et procédure civile à l'Université de Neuchâtel, puis doyen de la faculté de droit en 1939. Lors de ses études, il devient membre de la société suisse des étudiants de Zofingue.
En 1928, il épouse Antoinette de Rougemont (1903-2002), la sœur de l'écrivain neuchâtelois Denis de Rougemont, avec qui il a trois garçons et une fille. Son fils Gilles, professeur de droit privé à l'Université de Genève, a été conseiller national et conseiller aux États et finalement échoué dans sa tentative de devenir conseiller fédéral comme son père. Sa fille Eliane a été l'épouse de l'écrivain Nicolas Bouvier.
Membre du Parti radical-démocratique, il est élu en 1937 au Grand Conseil du canton de Neuchâtel et en 1940 au Conseil général, le législatif de la ville de Neuchâtel. En 1942, il est élu au Conseil des États, il représente ainsi pendant trois ans son canton dans la chambre haute du parlement suisse. Il y est membre de la commission des pleins pouvoirs, organe de « surveillance » du Conseil fédéral pendant la Seconde Guerre mondiale.
Il fut aussi président de la Chambre suisse de l'horlogerie dès 1942 et de l'assemblée qui réalise en 1943 la fusion entre l'Église Nationale et l'Église indépendante de son canton, dont il a été auparavant un acteur majeur en tant que député au Grand Conseil.
Il décède le 25 mars 1994 à l'âge de 95 ans.

## Conseiller fédéral
Le 14 décembre 1944, il est élu conseiller fédéral au premier tour avec 122 voix sur 227 valables, devenant le 63e conseiller fédéral de l'histoire,. De 1945 à 1961, il dirige le Département politique (Affaires étrangères). Il est président de la Confédération à trois reprises, en 1950, 1955 et 1960.
Il a fortement marqué la politique étrangère de la Suisse après la Seconde Guerre mondiale. Il place la politique étrangère sous le thème neutralité et solidarité ou neutralité active, une politique qui se traduit par de nombreux contacts avec l'ONU, la participation suisse aux organisations spécialisées de l'ONU et à la commission neutre d'armistice en Corée et le début de la coopération au développement. En 1945, il établit des relations diplomatiques avec l’URSS, puis reconnaît la République populaire de Chine dès 1950. Sous son impulsion, Genève devient la capitale de la paix et accueille de grandes conférences. Il a convoqué en avril 1949 la Conférence diplomatique qui a abouti à l'adoption des quatre Conventions de Genève du 12 août 1949.
En 1954 se tient la conférence sur l’Indochine puis en 1955 celle des quatre grands (Edgar Faure, Anthony Eden, Nikolaï Boulganine, Dwight D. Eisenhower).
La Suisse adhère à l'OECE (OCDE actuelle), et il préside la conférence diplomatique qui élabore les quatre conventions de Genève sur la protection des victimes de guerre.
Devant l'impossibilité pour la Suisse d'adhérer à la CEE, il appuie la création de l'Association européenne de libre-échange (AELE). Il favorise la tenue de la conférence d'Évian sur l'Algérie et facilite le séjour de la délégation du FLN qui négocie avec les ministres Louis Joxe, Robert Buron et Jean de Broglie.
Il préside la Commission des Sages chargée de proposer une solution à la Question jurassienne.

## Comité international de la Croix-Rouge
En 1961, il a accepté d'être coopté comme membre du Comité international de la Croix-Rouge (CICR) et devint par la suite un membre honoraire de l'institution. Jusqu'en 1974, il a effectué différentes missions pour le CICR pour résoudre des problèmes humanitaires, notamment en Egypte, au Nigéria et lors du conflit israélo-palestinien. Il contribue à former la doctrine du CICR. En 1970, il présente les activités du CICR dans un article de la Schweizer Monatshefte et remarque que « les activités du CICR sont assez mal connues, parce qu'elles se prêtent peu à la sensation et s'exercent en général d'une manière discrète. »

## Prix Max Petitpierre
Constituée en 1984 et dissoute en 2008, la Fondation pour le Prix Max Petitpierre avait pour but de décerner annuellement le Prix Max Petitpierre à une personne qui, par son activité politique, diplomatique, économique, ses études ou une œuvre scientifique, littéraire ou artistique aura apporté une contribution importante au rayonnement de la Suisse dans ses relations avec le monde. Les lauréats du prix sont :
- 1985 : Jeanne Hersch
- 1987 : Jean Tinguely
- 1988 : Daniel Schmid
- 1990 : Niklaus Wirth
- 1997 : Egon Ammann
- 2000 : Bureau d’architecture Herzog & de Meuron
- 2002 : Jean-François Bergier
- 2003
- 2004 : Adolf Ogi[12]

### Publications
- (eng) Max Petitpierre, A Contemporary Look at the International Committee of the Red Cross, International review of the Red Cross, February 1971, 11th year, no. 119, p. 63-81.
- Max Petitpierre, Actualité du Comité international de la Croix-Rouge, tiré à part des Schweizer Monatshefte, Heft 8 - November 1970, 22 p. Apparaît aussi dans la Revue international de la Croix-Rouge sous le même titre, février 1971, 53e année, no 626, p. 73-93.
- (de) Max Petitpierre, Das IKRK heute, Max Petitpierre, [Zürich] : Schweizer Monatshefte, November 1970, 24 p.